# Universität Klagenfurt
Die Universität Klagenfurt (auch Alpen-Adria-Universität Klagenfurt, AAU) ist eine staatliche Universität im österreichischen Bundesland Kärnten. Sie wurde 1970 als Hochschule für Bildungswissenschaften gegründet und 1993 zur Universität Klagenfurt umgegründet. In den THE World University Rankings 2023 zählt sie zu den besten 500 Universitäten weltweit und rangiert auf Platz 5 in Österreich (ex aequo mit Universität Innsbruck und TU Wien). In den THE Young University Rankings 2021 lag sie auf Platz 48 der jungen Universitäten der Welt, 2024 auf Platz 103.
Die Universität ist seit 1. Jänner 2023 gegliedert in die Fakultäten für Kultur- und Bildungswissenschaften, Sozialwissenschaften, Technische Wissenschaften und Wirtschafts- und Rechtswissenschaften.
In den Forschungsfeldern „Networked and Autonomous Systems“, „Soziale Ökologie“ (bis 2018, dann Übertragung an die BOKU) und „Multiple Perspectives in Optimization“ definierte die Universität drei Exzellenzbereiche; aus Zweiterem gingen drei ERC Grants, aus Letzterem ein doc.funds-Kolleg des FWF hervor. Als Wissenschafts- und Doktoratskolleg wurde 2015 das Karl Popper Kolleg begründet. Seit 2019 entwickelt die Universität den Initiativschwerpunkt „Humans in the Digital Age“ (HDA) als interfakultären Exzellenzbereich, einschließlich eines ERC Grants im Bereich Cybersecurity. Seit Mai 2024 gehört sie dem Exzellenzcluster „Bilateral AI“ des FWF an, gemeinsam mit JKU Linz (Lead), ISTA, TU Graz, TU Wien und WU Wien.
Neben den Instituten der jeweiligen Fakultäten bestehen Einrichtungen wie das Musil-Institut (u. a. Coorganisator des Bachmann-Preises), das Universitätskulturzentrum (UNIKUM), das build! Gründerzentrum, das Universitätssportinstitut (USI) und die Universitätsbibliothek Klagenfurt. Die Universität Klagenfurt fördert Bilingualismus und Mehrsprachigkeit, insbesondere im Kontext der Slowenischen Minderheit in Kärnten (der Kärntner Slowenen).
Seit 1. Dezember 2024 amtiert Ada Pellert als Rektorin der Universität. Dem Senat sitzt Martin Hitz, dem Universitätsrat Werner Wutscher vor.

## Geschichte

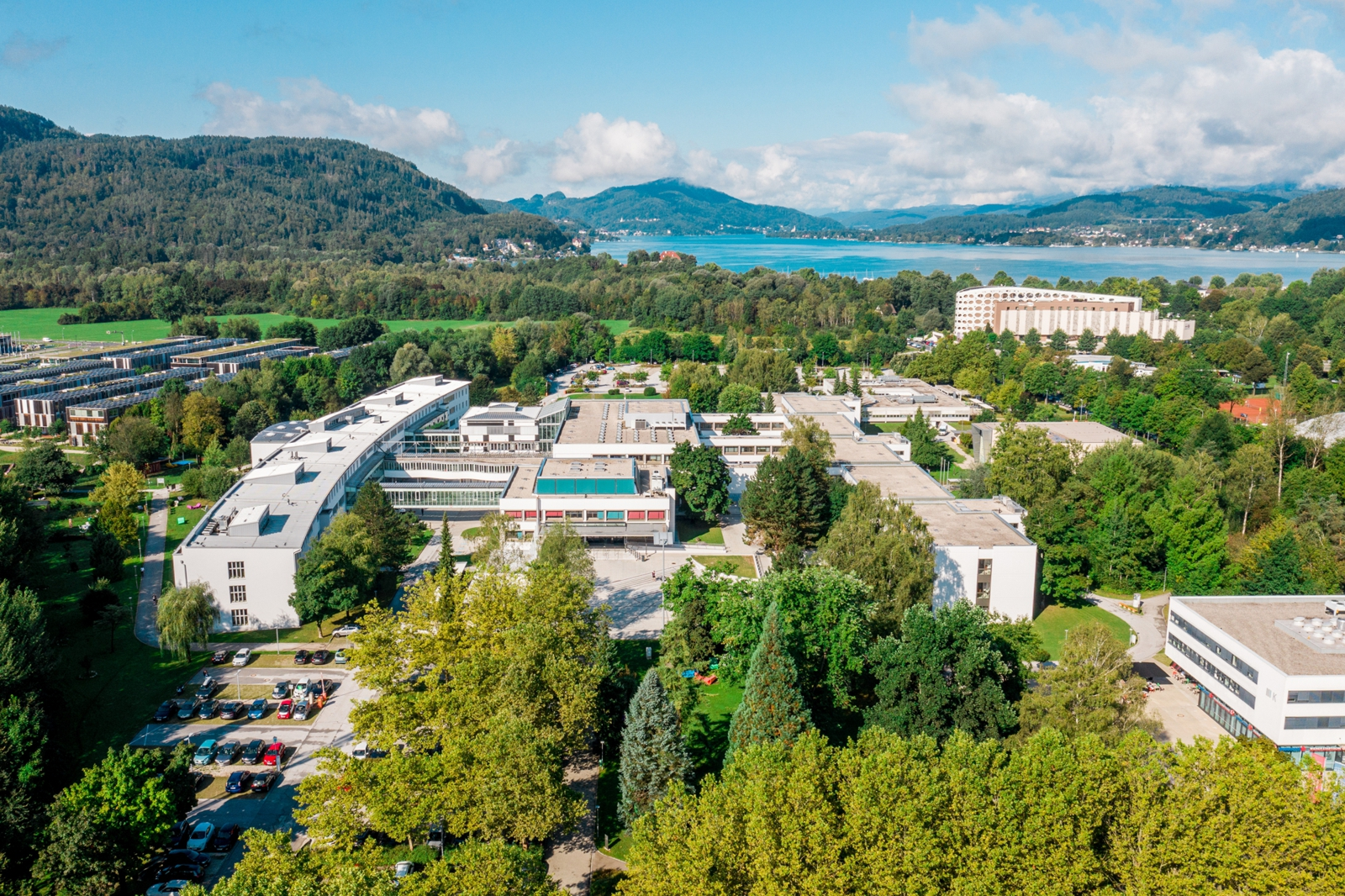
Luftbildaufnahme der Universität Klagenfurt und des angrenzenden Lakeside Science & Technology Parks (2019)

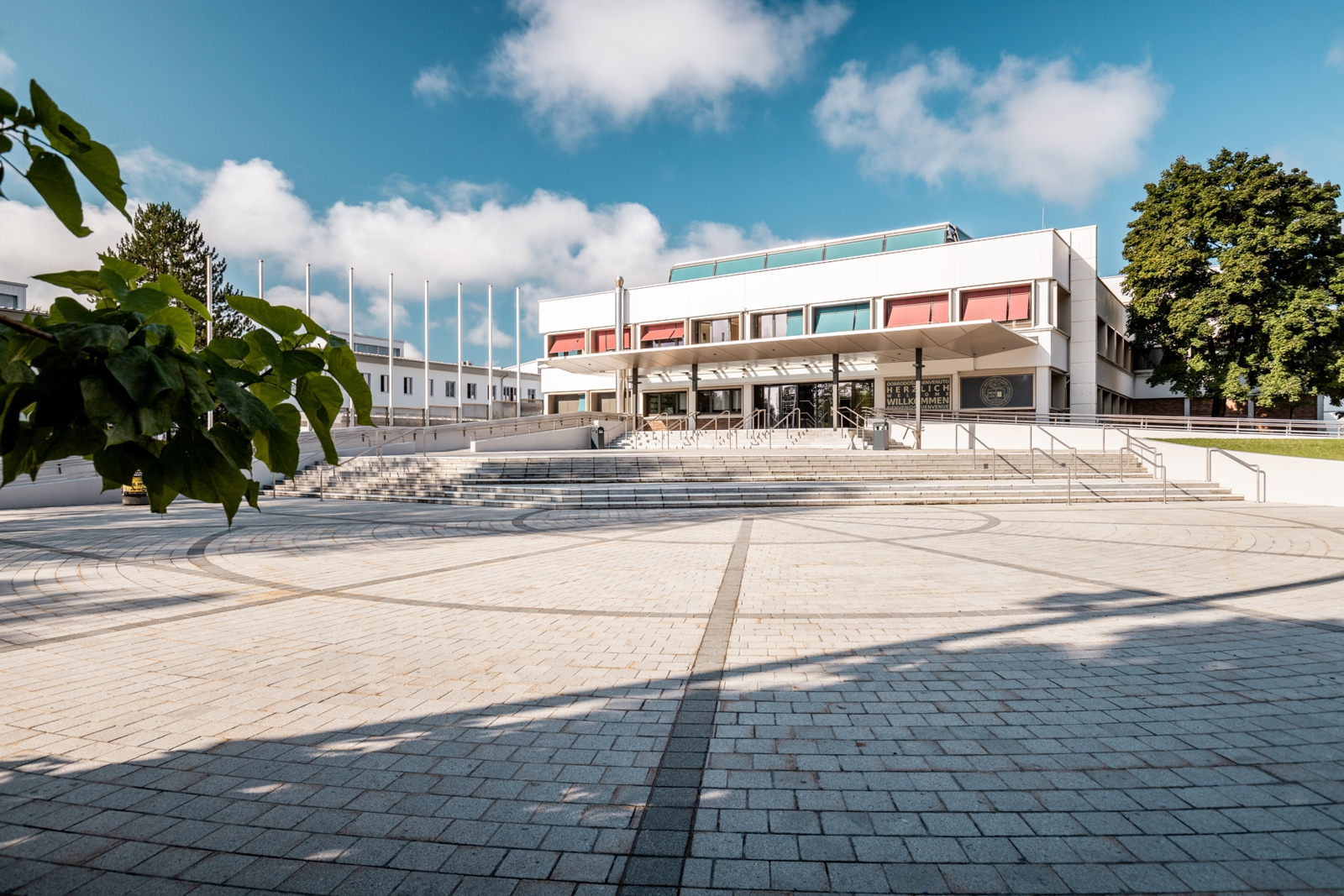
Haupteingang der Universität Klagenfurt (2019)

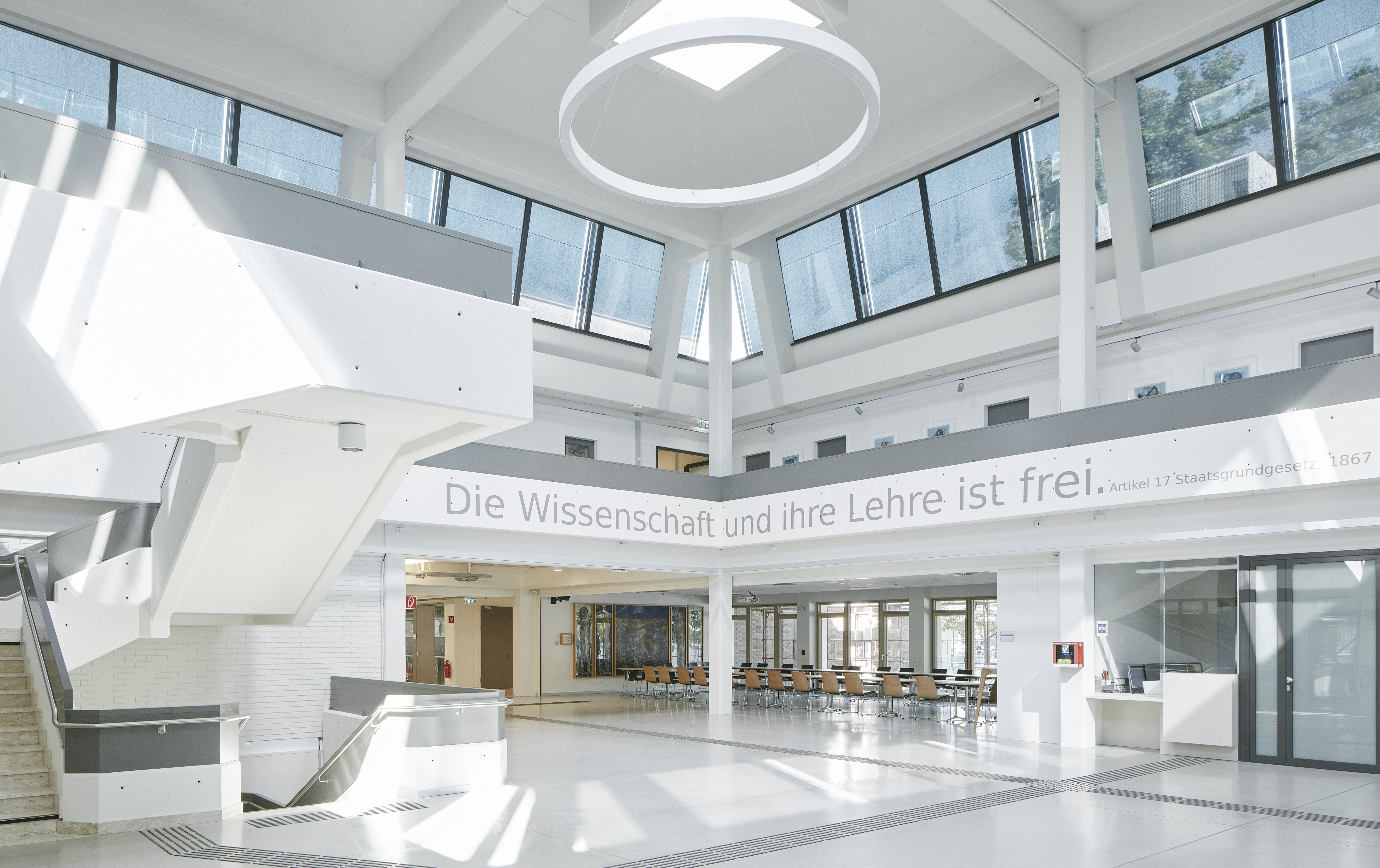
Foyer der Universität Klagenfurt (2018)

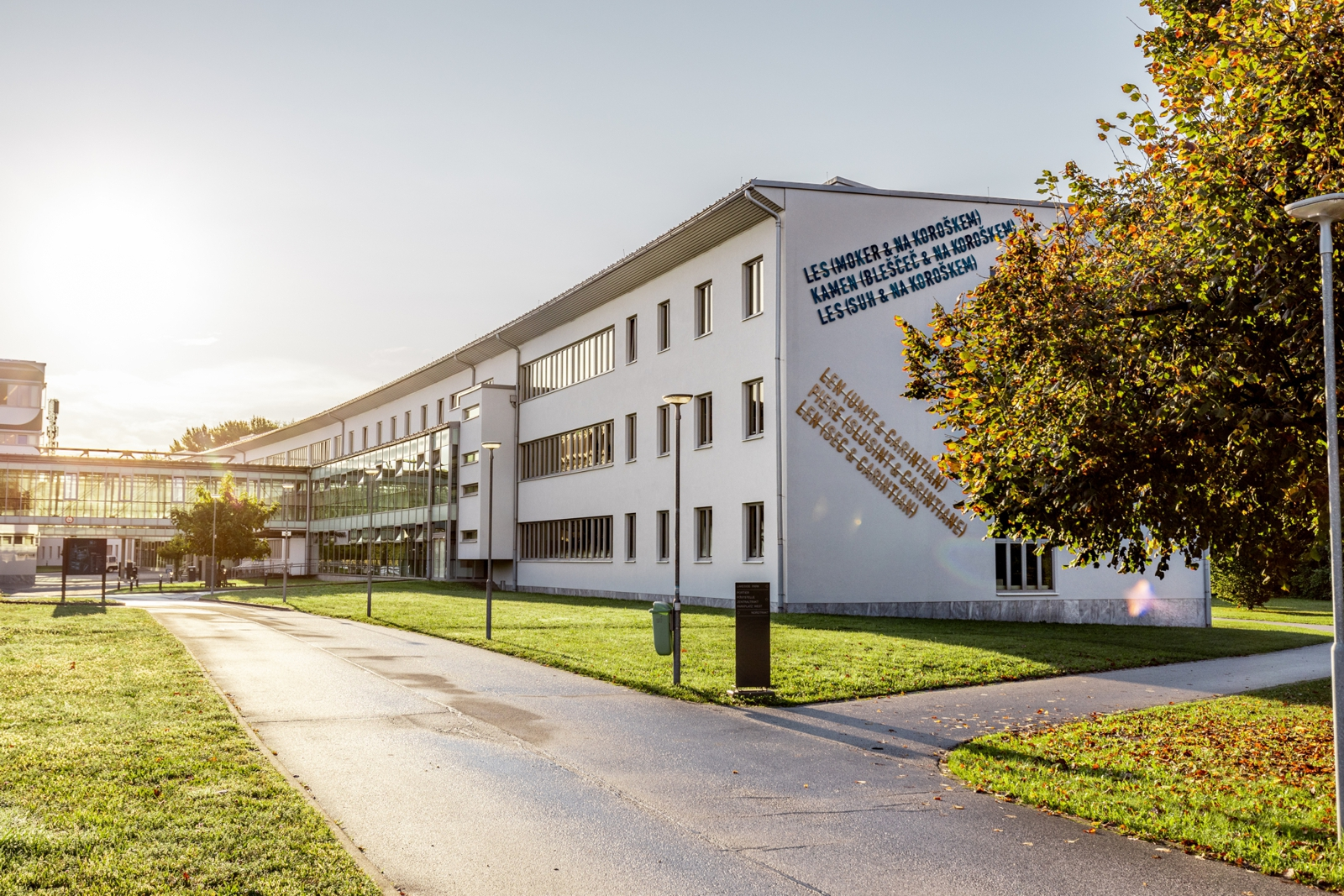
Südtrakt der Universität Klagenfurt (Blick von Westen), mit Kunstinstallation von Lawrence Weiner

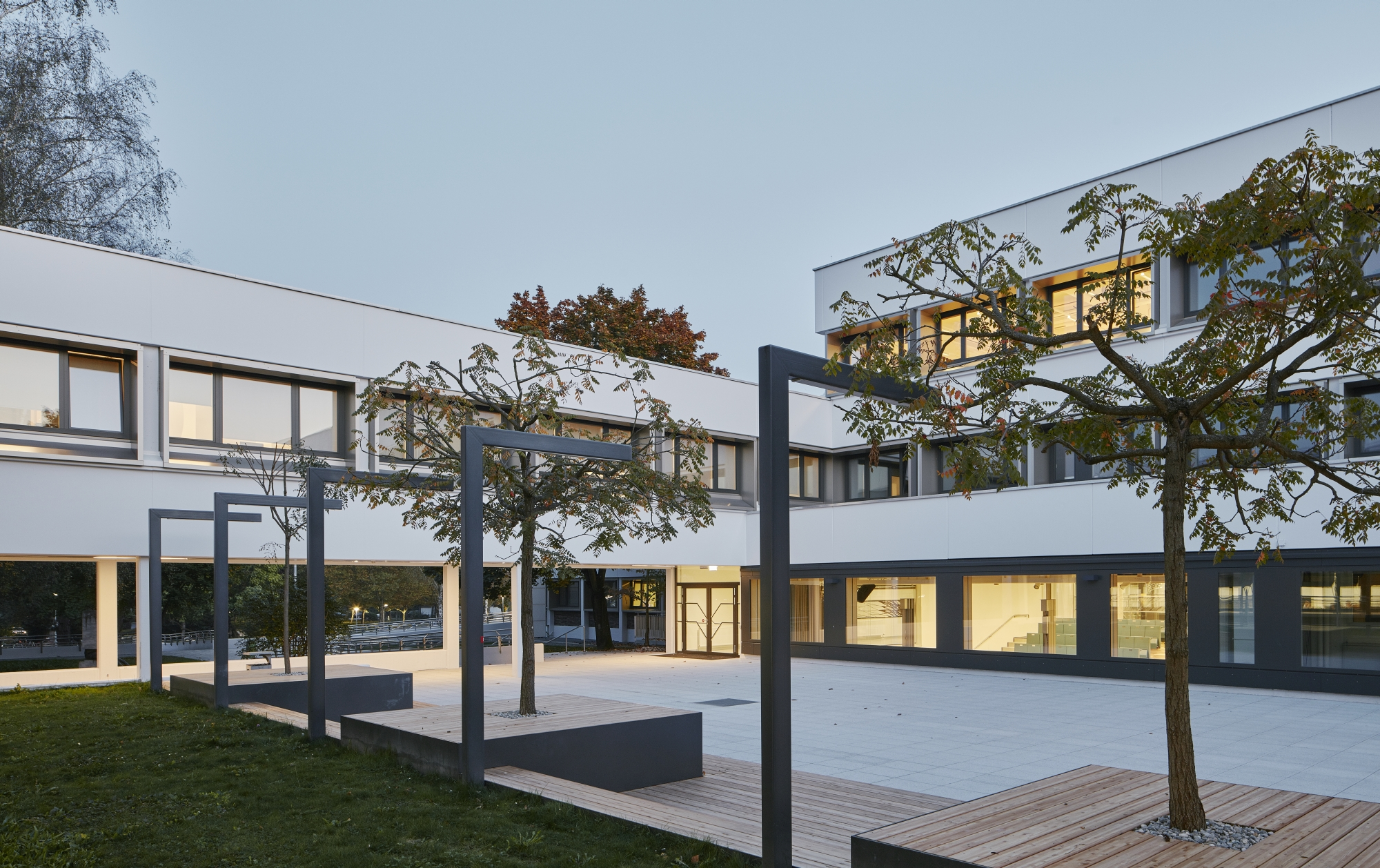
Universität Klagenfurt: Innenhof zwischen Haupt- und Institutsgebäude (2018)

Mit dem 1552 gegründeten collegium sapientiae et pietatis, als protestantische Gelehrtenschule eines der ältesten Gymnasien Österreichs (heute Europagymnasium) und von 1593 bis 1601 geleitet durch den Polyhistor Hieronymus Megiser, verfügte Klagenfurt über frühe hochschulische, jedoch keine universitäre Geschichte.
Anno 1964 wurde der bis heute als Förderverein bestehende Kärntner Universitätsbund konstituiert. Anstatt des ursprünglichen Vorhabens einer Wirtschaftshochschule in Klagenfurt wurde 1968 die „Hochschule für Bildungswissenschaften in Klagenfurt“ projektiert. Am 21. Jänner 1970 erließ der österreichische Nationalrat das Bundesgesetz über deren Gründung. Bereits im Jahr darauf übergab man das sogenannte Vorstufengebäude der Universität (Architekt: Roland Rainer) an die Hochschule. Die neu gegründete Hochschule wurde einer Universität gleichgestellt und verfügte daher bereits damals über ein Promotionsrecht. Im Jahr 1972 erfolgte die erste Promotion.
Von 1973 bis 1978 richtete man die wissenschaftlichen Diplom-, Lehramts- und Doktoratsstudien ein; darunter die Fächer Philosophie, Pädagogik, Geschichte, Germanistik, Anglistik und Amerikanistik, Romanistik, Slawistik, Mathematik, Geographie und Sprachwissenschaften. Der reguläre Studienbetrieb wurde 1973 aufgenommen, das heutige Hauptgebäude der Universität 1974–1977 errichtet. Das Universitätsorganisationsgesetz 1975 brachte die Beförderung von der Hochschule zur Universität für Bildungswissenschaften. Im Jahr 1977 wurde die erste Sponsion vorgenommen.
Ab 1983 wurden die Studienrichtungen Angewandte Betriebswirtschaft und Angewandte Informatik eingerichtet. Im Jahr 1993 erfolgte die Namensänderung in Universität Klagenfurt; zugleich wurden eine Fakultät für Kulturwissenschaften und eine Fakultät für Wirtschaftswissenschaften und Informatik eingerichtet.
Der Erweiterungsbau (Südtrakt) wurde im Jahr 2000 in Betrieb genommen. Durch die Implementierung des Universitätsgesetzes 2002 wurde das 1978/79 begründete interuniversitäre IFF-Institut per 1. Jänner 2004 zur dritten Fakultät der Universität Klagenfurt, und zwar jener für Interdisziplinäre Forschung und Fortbildung (Klagenfurt, Wien, Graz). Mit 1. Oktober 2004 wählte die Universität, unter dem Rektorat von Günther Hödl, den Namen Alpen-Adria-Universität Klagenfurt, wobei der Beiname „Alpen-Adria-“ einen optionalen Zusatz (Cognomen) und keine formale Umbenennung darstellt.
Die Universität Klagenfurt hatte 2006 rund 7.200 Studierende bei 65 Professuren und etwa ebenso vielen außerordentlichen Professuren. Die meistgewählten Fächer waren Betriebswirtschaftslehre (inkl. Wirtschaft & Recht), Psychologie und Medien- und Kommunikationswissenschaft. Seit 2007 verfügt die Universität Klagenfurt über eine Technische Fakultät mit den Schwerpunkten Informations- und Kommunikationstechnologie, Networked & Autonomous Systems und Angewandte Informatik. Im Jahr 2012 überschritt die Studierendenzahl erstmals die 10.000er-Marke; der Anteil an internationalen Studierenden betrug rund 20 Prozent.
Seit 2015 veranstaltet die Universität bei ihren Graduierungsfeiern commencement speeches nach angelsächsischem Vorbild. Zu den bisherigen Rednern zählten Sabine Herlitschka, Josef Winkler, August-Wilhelm Scheer, Johanna Rachinger, Josef Aschbacher, Judith Kohlenberger und Christoph Grabenwarter. Der Bundespräsident, vormals Heinz Fischer, nun Alexander Van der Bellen, ist regelmäßiger Gast bei Promotionen sub auspiciis Praesidentis.
Das institutionelle 50-Jahr-Jubiläum der Universität wurde am 21. Jänner 2020, dem Gründungstag und dies academicus, unter dem Rektorat von Oliver Vitouch begangen. Im Rahmen des Festakts erfolgte die Eröffnung der gemeinsam mit der ÖAW initiierten Vortragsreihe Utopia! – Ist die Welt aus den Fugen? Beiträge zur Kunst der Aufklärung durch einen Festvortrag von Barbara Stollberg-Rilinger, die Eröffnung des Christian Doppler Labors ATHENA und die Verleihung eines Ehrendoktorats an Rae Langton. Andere zum Jubiläum der Universität geplante Veranstaltungen wurden aufgrund der COVID-19-Pandemie virtualisiert oder verschoben, wobei das Historikersymposion Selbstbestimmung als Utopie? Volksabstimmungen 1920 im europäischen Vergleich zum 100-Jahr-Jubiläum der Kärntner Volksabstimmung mit Jörn Leonhard, Oliver Jens Schmitt et al. in Präsenz stattfand. Der ORF sendete am 22. November 2020 die TV-Dokumentation Der Mensch im digitalen Zeitalter – 50 Jahre Universität Klagenfurt.
Im Herbst 2021 nachgeholt wurde die Ausstellung ARTEFICIA: Die Kunst der Ehrendoctores, die (teils einmalige) Exponate der künstlerischen Ehrendoktoren Manfred Bockelmann, Michael Guttenbrunner, Maja Haderlap, Peter Handke, Maria Lassnig, Valentin Oman, Wolfgang Puschnig, Peter Turrini und Josef Winkler zeigt.
Technologische Entwicklungen der Universität Klagenfurt – führende Beiträge zum Navigationssystem der Helikopterdrohne Ingenuity – sind Teil der NASA-Mission Mars 2020 (Landung auf dem Mars am 18. Februar 2021, Jungfernflug der Drohne am 19. April 2021).

## Campus
Der Campus der Universität Klagenfurt erstreckt sich über ein Gebiet von 11 ha im Stadtteil St. Martin-Waidmannsdorf (zum Vergleich: jener der Wirtschaftsuniversität Wien umfasst 9 ha). Er kombiniert die Eigenschaften einer städtischen europäischen Universität mit jenen einer Campus-Universität, wie sie in den USA üblich ist. Der Universitätscampus befindet sich ca. 40 Gehminuten entlang des im Jahr 1527 begonnenen Lendkanals von dem von der Renaissance geprägten historischen Zentrum Klagenfurts und ca. 10 Gehminuten vom Ufer des Wörthersees entfernt. Neben den entsprechenden Wassersport- und Freizeitmöglichkeiten in der Region, die sich auch in den dementsprechenden Kursangeboten des Universitätssportinstituts (USI) der Universität widerspiegeln, bestehen auch Wander-, Kletter- und Skisportmöglichkeiten in den nahen österreichischen und slowenischen Alpen.
Anlässlich des 40-Jahr-Jubiläums der Universität wurde 2010 ein vom Oxbridge-Vorbild The Boat Race inspiriertes Ruderrennen ausgetragen. Der Achter der Universität Klagenfurt konnte den Wettbewerb gegen jenen der Universität Wien auf einer Sprint-Strecke durch die Ostbucht des Wörthersees (vom Ruderclub Nautilus bis zum Schloss Maria Loretto) klar für sich entscheiden.
Zusammen mit dem unmittelbar angrenzenden Lakeside Science & Technology Park, einem 25 ha umfassenden Start-up- und Spin-off-Park, bildet der Universitätscampus den sogenannten Lakeside District. Der Park beheimatet unter anderem Niederlassungen von AIT – Austrian Institute of Technology, ASFINAG, BEKO Engineering & Informatik, CISC Semiconductors, DEIF Wind Power Technology, DIAMIR Holding, Dynatrace, eurofunk Kappacher, Fraunhofer Austria, Imendo, Infineon, Joanneum Research, K-Businesscom, Kapsch TrafficCom, Knapp AG, KPV Solar, MAVOCO, Messfeld GmbH, NTS Netzwerk Telekom Service, OndaTLC, PharmTElligent, Sensolligent GmbH, Skidata und Springer Maschinenfabrik sowie der Kammern der Notare und der Wirtschaftstreuhänder Kärntens.
Die Universität Klagenfurt ist Mitglied der 2012 gegründeten Allianz Nachhaltiger Universitäten. Für den gesamten Campus wurde ab 2016 ein Umweltmanagementsystem nach der europäischen Norm EMAS III (Eco Management and Audit Scheme) implementiert. Die Universität wurde in diesem Zusammenhang vom Bundesministerium für Wissenschaft, Forschung und Wirtschaft sowie vom Bundesministerium für Land- und Forstwirtschaft, Umwelt und Wasserwirtschaft mit einem Sustainability Award ausgezeichnet. Im Jahr 2017 erhielt sie den Bundespreis für Betriebliche Gesundheitsförderung in der Kategorie „Großbetrieb“.
Von 2016 bis 2018 wurden der Zentraltrakt und der Nordtrakt der Universität um 26 Mio. Euro von Grund auf saniert. Die Universität Klagenfurt kam damit im Jahr 2019 auf die Shortlist des unter Schirmherrschaft der UNESCO vergebenen Prix Versailles – Campuses, gemeinsam mit Gebäuden der University of Chicago in Hongkong, des Barnard College in New York City, der Stanford University, der School of Planning and Architecture in Vijayawada und des Skolkovo Institute of Science and Technology in Moskau, das als Gewinner hervorging. Im Jahr 2023 wurde sie daraufhin in die Liste der „World’s Most Beautiful Campuses“ aufgenommen.

## Studienangebot

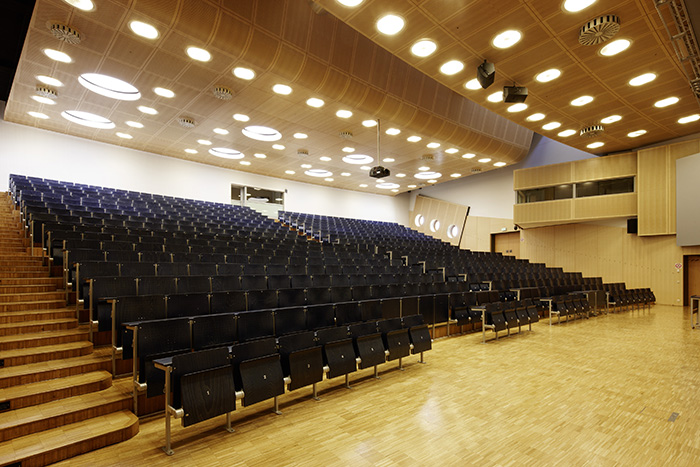
Hörsaal A (Südtrakt)

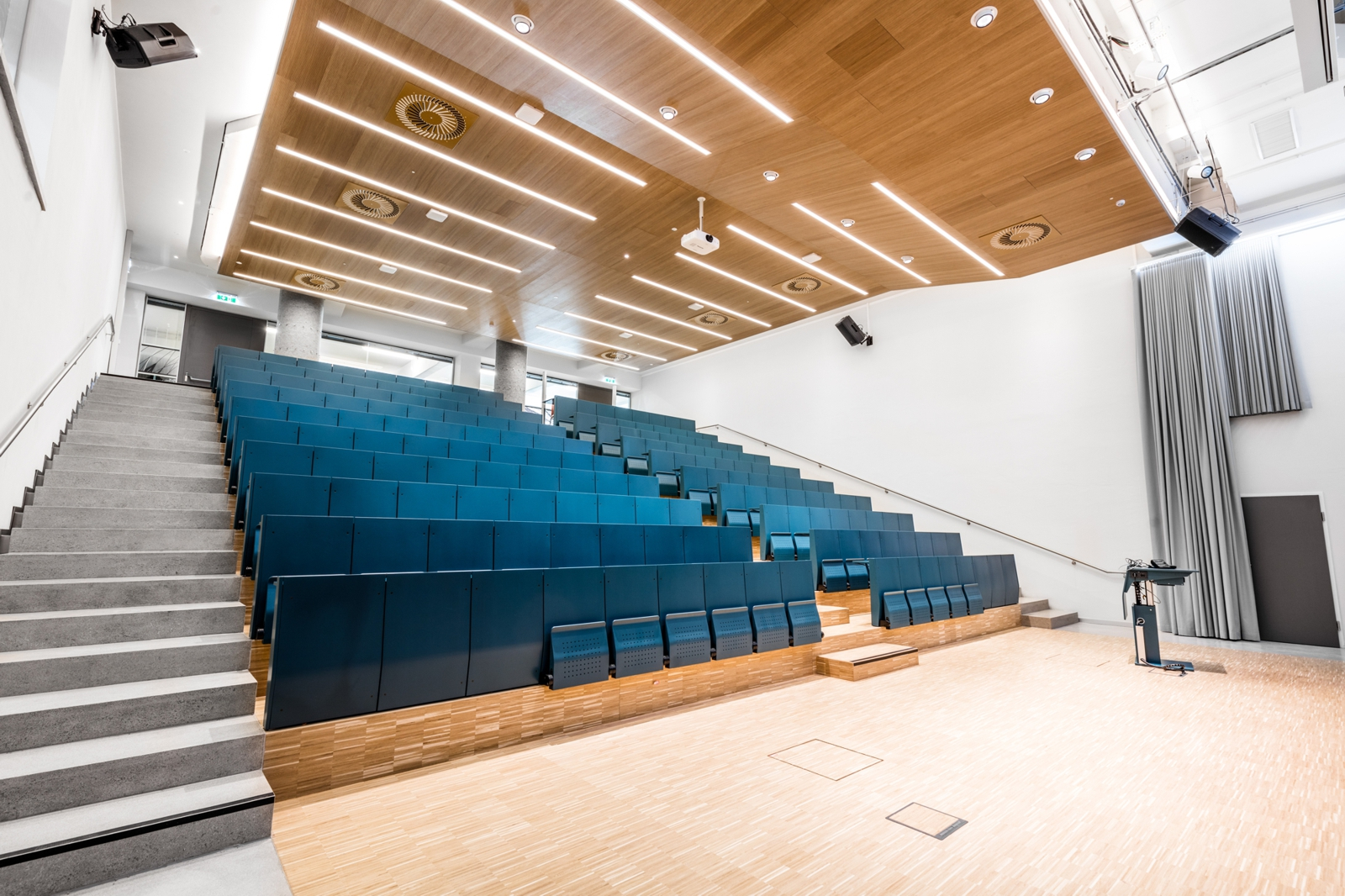
Hörsaal 1 (Zentraltrakt)

Die Universität Klagenfurt bietet aktuell folgende Bachelor-, Master-, Lehramts- und Doktoratsstudien an (siehe Weblink für den jüngsten Stand):
Bachelor- und Masterstudien
- Angewandte Informatik (Bachelor)
- Angewandte Kulturwissenschaft (Bachelor/Master)
- Artificial Intelligence and Cybersecurity (Master, englischsprachig)
- Betriebswirtschaft (Bachelor/Master)
- Cross-Border Studies (Master, mehrsprachig)
- Diversitätspädagogik in Schule und Gesellschaft (Master)
- Erziehungs- und Bildungswissenschaft (Bachelor)
- Erwachsenenbildung und berufliche Bildung (Master)
- Game Studies and Engineering (Master, englischsprachig)
- Geographie (Bachelor/Master)
- Germanistik (Bachelor/Master)
- Geschichte (Bachelor/Master)
- Informatics (Master, englischsprachig)
- Information and Communications Engineering (Master, englischsprachig)
- Information Management (Master, englischsprachig)
- Informationstechnik (Bachelor)
- International Business and Economics (Bachelor, englischsprachig)
- International Management (Master, englischsprachig)
- Kreatives Schreiben und Schreibkulturen (Master)
- Liberal Arts: Die Welt von morgen verstehen und gestalten (Bachelor)
- Management, Economics, and Data Science (Master, englischsprachig)
- Mathematics (Master, englischsprachig)
- Media and Convergence Management (Master, englischsprachig)
- Medien- und Kommunikationswissenschaften (Bachelor/Master)
- Philosophie (Bachelor/Master)
- Psychologie (Bachelor/Master)
- Robotics and Artificial Intelligence (Bachelor, englischsprachig)
- Romanistik (Bachelor/Master)
- Slawistik (Bachelor)
- Sozialpädagogik und soziale Inklusion (Master)
- Technische Mathematik (Bachelor)
- Visuelle Kultur (Master)
- Wirtschaftsinformatik (Bachelor/Master)
- Wirtschaft und Recht (Bachelor/Master)
- Wirtschaftsrecht (Master)
- Wissenschaft, Technik und Gesellschaft (Master)
- Worlds of English (Bachelor/Master, englischsprachig)

Lehramt
- Bewegung und Sport
- Deutsch
- Englisch
- Ethik
- Französisch
- Geographie und Wirtschaftskunde
- Geschichte, Sozialkunde und Politische Bildung
- Informatik
- Italienisch
- Mathematik
- Slowenisch
- Spanisch

Doktoratsstudium
- Doktoratsstudien der Naturwissenschaften
- Doktoratsstudium der Philosophie
- Doktoratsstudium der Sozial- und Wirtschaftswissenschaften
- Doktoratsstudium der Technischen Wissenschaften
- Doktoratsstudium der Rechtswissenschaften

Als Wissenschafts- und Doktoratskolleg wurde 2015 das Karl Popper Kolleg eingerichtet. Ähnlich dem Zukunftskolleg der Universität Konstanz hegt es den Anspruch, vielversprechenden Nachwuchswissenschaftlern gemeinsam mit internationalen Fellows beste Arbeitsbedingungen für ihre Doktoratsprojekte zu bieten.

## Fakultäten und Institute

### Fakultät für Kultur- und Bildungswissenschaften (KuBi)
Die Fakultät für Kultur- und Bildungswissenschaften umfasst elf Institute aus dem Bereich der Geistes-, Kultur- und Bildungswissenschaften sowie ein Fakultätszentrum. Ihr gemeinsames Bestreben gilt der interdisziplinären Zusammenarbeit, der Förderung der Mehrsprachigkeit und der interkulturellen Bildung. Besondere Bedeutung kommt den Studienangeboten im Bereich der Lehrerbildung zu. Im Jahr 2020 wurde am Institut für Erziehungswissenschaft der UNESCO-Lehrstuhl „Global Citizenship Education – Culture of Diversity and Peace“ eingerichtet.
- Institut für Anglistik und Amerikanistik
- Institut für Erziehungswissenschaft und Bildungsforschung
- Institut für Germanistik
- Robert-Musil-Institut für Literaturforschung – Kärntner Literaturarchiv
- Institut für Geschichte
- Institut für Kulturanalyse
- Institut für Philosophie
- Institut für Romanistik
- Institut für Slawistik
- Institut für Sportwissenschaft
- Institut für Unterrichts- und Schulentwicklung
- Fakultätszentrum für Gebärdensprache und Hörbehindertenkommunikation

### Fakultät für Sozialwissenschaften (SoWi)
Die mit Anfang 2023 neu gegründete Fakultät versammelt Kerndisziplinen der Sozialwissenschaften, und zugleich zwei der studierendenstärksten Fächer der Universität. Verbindendes Element ist die Frage nach einem guten (Zusammen-)Leben der Menschen in Gegenwart und Zukunft. Die Fakultät unterhält eine strategische Kooperation mit der Österreichischen Akademie der Wissenschaften.
- Institut für Geographie und Regionalforschung
- Institut für Gesellschaft, Wissen und Politik
- Institut für Medien- und Kommunikationswissenschaft
- Institut für Psychologie

### Fakultät für Technische Wissenschaften (TeWi)
Die Fakultät für Technische Wissenschaften widmet sich der Forschung und Lehre in den Bereichen der Informatik, Informations- und Kommunikationstechnik und der technischen Mathematik. Die Fakultät wurde 2007 gegründet (Gründungsdekan: Martin Hitz) und ging aus der Fakultät für Wirtschaftswissenschaften und Informatik sowie aus einem neuen Fachbereich für Informations- und Kommunikationstechnik hervor. Sie ist in neun Institute organisiert und bietet fünf Bachelorstudiengänge, vier Masterstudiengänge, zwei Doktoratsstudien sowie zwei Lehramtsstudien an.
- Institut für Artificial Intelligence und Cybersecurity
- Institut für Didaktik der Mathematik
- Institut für Informatik-Systeme
- Institut für Informatikdidaktik
- Institut für Informationstechnologie
- Institut für Intelligente Systemtechnologien
- Institut für Mathematik
- Institut für Statistik
- Institut für Vernetzte und Eingebettete Systeme

Der Forschungsschwerpunkt selbstorganisierende vernetzte Systeme wird seit 2008 zusammen mit den Lakeside Labs betrieben. Zudem war die Fakultät an dem Erasmus-Mundus-Doktoratskolleg Interactive and Cognitive Environments (ICE) beteiligt.

### Fakultät für Wirtschafts- und Rechtswissenschaften (W&R)
Die Kerndisziplin der Fakultät ist die Betriebswirtschaftslehre, interdisziplinär verbunden mit den Rechtswissenschaften und der Volkswirtschaftslehre. Durch das 2019/20 neu etablierte Masterstudium Wirtschaftsrecht, angeboten in Kooperation mit der Universität Wien, besteht für Studierende in Klagenfurt die Möglichkeit, eine akademische Ausbildung zum Volljuristen mit den damit verbundenen Berufsmöglichkeiten (Rechtsanwalt, Richter, Staatsanwalt und Notar) zu erlangen. Seit Februar 2023 ist die Fakultät AACSB-akkreditiert, und damit neben der WU Wien die einzige universitäre Einrichtung in Österreich mit diesem Gütesiegel.
- Institut für Finanzmanagement
- Institut für Innovationsmanagement und Unternehmensgründung
- Institut für Öffentliche Betriebswirtschaftslehre
- Institut für Organisation, Personal und Dienstleistungsmanagement
- Institut für Produktions-, Energie- und Umweltmanagement
- Institut für Rechtswissenschaften
- Institut für Unternehmensführung
- Institut für Volkswirtschaftslehre

## Universitätszentren
- Digital Age Research Center (D!ARC)

Das Digital Age Research Center (seit 2019) widmet sich interfakultären Forschungsarbeiten zur Digitalen Revolution und New Wave of Automation. Im Sinne des neuen Potenzialbereichs Humans in the Digital Age (HDA) der Universität behandelt es technologische, ökonomische, rechtliche, gesellschaftliche, verhaltenswissenschaftliche und kulturelle Aspekte des digitalen Wandels.
- Karl Popper Kolleg (Wissenschafts- und Doktoratskolleg)

- M/O/T – School of Management, Organizational Development and Technology[28]

Die M/O/T widmet sich der berufsbegleitenden Weiterbildung und Entwicklung von Entscheidungsträgern mit Führungsverantwortung in Wirtschafts- und Non-Profit-Organisationen.
- School of Education (SoE)

Die wichtigste Aufgabe der School of Education ist die wissenschaftliche und professionsorientierte Ausrichtung der Aus-, Fort- und Weiterbildung von Lehrern und die damit verbundene Forschung und Entwicklung. Sie koordiniert in querschnittlicher Form alle für die Lehramtsstudien und die Lehrerbildung einschlägigen Bereiche der Universität, darunter auch die drei bundesweiten Kompetenzzentren (Austrian Educational Competence Centers, AECC) für Deutschdidaktik, Mathematikdidaktik und Unterrichts- und Schulentwicklung (IUS).
- Universitätskulturzentrum (UNIKUM)[29]

- Universitätszentrum für Frauen- und Geschlechterstudien (ZFG)

## Universitätsbibliothek
Die Sondersammlungen der Universitätsbibliothek Klagenfurt umfassen 30.000 alte Drucke, 700 Frühdrucke, 271 Inkunabeln, 374 Papierhandschriften und 66 Pergamenthandschriften, darunter zwei Palimpseste aus dem 5. Jahrhundert. Qualitativ und quantitativ herausragend sind die Goëss-Bibliothek, die Buttinger-Sammlung, die Broch-Bibliothek und das Karl-Popper-Archiv. Letzteres bewahrt und erschließt sämtliche 1995 aus dem Nachlass Karl Poppers erworbenen Bücher, Korrespondenzen und Manuskripte. Seit 2008 liegen auch alle Rechte an Werk und Korrespondenz Karl Poppers bei der Universität Klagenfurt.

## Kooperationen

Strategischer Partner seit 2020

Derzeit unterhält die Universität Klagenfurt strategische Kooperationen mit der Österreichischen Akademie der Wissenschaften (ÖAW), der Università Ca’ Foscari di Venezia, mit Fraunhofer Austria und den Silicon Austria Labs (SAL). Gemeinsame Studien bietet sie u. a. mit den Universitäten Wien, Graz, Udine und der französischen Excelia Business School an.
Mobilitätsabkommen via Erasmus+ und andere Austauschprogramme bestehen mit mehr als 250 Partnerhochschulen in über 50 Ländern weltweit.
Seit 2022 ist die Universität Klagenfurt Mitglied im Young European Research Universities Network (YERUN), einer Allianz forschungsstarker junger Universitäten mit Sitz in Brüssel.

## Rankings
Die Universität Klagenfurt führt zwar „MIT-Fächer“ (Mathematik, Informatik, Technologie), aber keine klassischen Naturwissenschaften (das „N“ in MINT) oder Life Sciences in ihrem Fächerkanon, was für die großen Universitätsrankings erschwerte Ausgangsbedingungen darstellt. Dennoch liegt sie in den QS World University Rankings 2023, die den Anspruch erheben, die 1.400 besten Universitäten der Welt (aus insgesamt über 26.000) zu listen, auf Platz 486, vor der Universität Graz (Platzgruppe 651–700) und der Universität Salzburg (751–800).
Die THE World University Rankings 2023 reihen die Universität Klagenfurt in Gruppe 401–500. Damit ist sie bei Times Higher Education, hinter der Universität Wien (Rang 124) und den Medizinischen Universitäten in Wien, Graz und Innsbruck und ex aequo mit Universität Innsbruck und TU Wien, bereits zum vierten Mal als zweitbeste österreichische Universität mit breiterem Fächerspektrum verzeichnet. International noch besser klassiert ist sie in den Bereichsrankings Computer Science (176–200), Engineering (201–250), Physical Sciences (201–250), Social Sciences (201–250), Business & Economics (251–300) und Psychology (301–400).
In den THE Young University Rankings 2022, dem Ranking der bis 50 Jahre alten Universitäten, liegt die Universität Klagenfurt auf Platz 77 weltweit. THE stützt sich u. a. auf den field-weighted citation impact und zieht dadurch die verschiedenen Fächerspektren von Universitäten in Betracht. Im Jahr 2019 wurde die Universität Klagenfurt auch in das Academic Ranking of World Universities (Shanghai Ranking) aufgenommen und liegt dort aktuell in Gruppe 901–1000.
Im (nun für Länder außerhalb Deutschlands nicht mehr betriebenen) CHE-Ranking erzielte die Universität Klagenfurt regelmäßig gute bis sehr gute Bewertungen, zuletzt mit den Studien Anglistik, BWL, Erziehungswissenschaft, Germanistik, Geschichte, Informationstechnik, Psychologie und Wirtschaftsinformatik. Seit 2017 wird sie in U-Multirank geführt, wo ihre guten Einstufungen 2021 besonders hervorgehoben wurden.
Im Jahr 2016 wurde die Universität gemeinsam mit dem Unternehmen Bitmovin in der Kategorie „Spin-off Universität“ mit dem Österreichischen Gründerpreis Phönix ausgezeichnet.
Bei den biennal vergebenen Global Student Satisfaction Awards von „Studyportals“, einem internationalen Studierendenportal mit Sitz in Eindhoven, wurde die Universität Klagenfurt 2021 als Global Winner in der Kategorie COVID-19 Crisis Management und abermals 2023 in der Kategorie Student Diversity ausgezeichnet. Damit ist sie dort bereits zweimal als weltweite Gewinnerin in Sachen studentischer Zufriedenheit hervorgegangen.

## Persönlichkeiten

### Nobelpreisträger
- Peter Handke (* 1942), Literatur 2019

### Alumni
- Melanie Aldrian, Pressesprecherin (CEE), Greenpeace
- Anna Baar (* 1973), Schriftstellerin
- Christoph Berger, Rektor der KPH Wien/Krems
- Silke Bergmoser, Direktorin der Euregio HTBLVA Ferlach
- Robert Breitenecker, Universitätsprofessor (Universität Linz) und Wirtschaftswissenschaftler
- Brigitta Busch (* 1955), Universitätsprofessorin (Universität Wien) und Sprachwissenschaftlerin
- Markus Clermont, Software Engineer, Google
- Heimo Egger, Director Operations (CSEE), Mazda
- Lukas Esterle, Universitätsprofessor (Universität Aarhus) und Informationstechnologe
- Alexander Felfernig, Universitätsprofessor (TU Graz) und Softwareentwickler
- Elisabeth Gaar, Universitätsprofessorin (Universität Augsburg) und Mathematikerin
- Karl-Heinz Grasser (* 1969), Finanzminister a. D.
- Egyd Gstättner (* 1962), Publizist und Schriftsteller
- Fabjan Hafner (1966–2016), Schriftsteller und Übersetzer
- Meinrad Höfferer, Direktor der Wirtschaftskammer Kärnten
- Markus Hornböck, Geschäftsführer der BABEG
- Franz-Joseph Huainigg (* 1966), Nationalratsabgeordneter a. D.
- Dietmar Jannach, Universitätsprofessor (TU Dortmund, 2008–2017) und Dienstleistungsinformatiker
- Milan Jazbec, slowenischer Staatssekretär a. D. und Botschafter
- Peter Kaiser (* 1958), Landeshauptmann von Kärnten
- Bonifaz Kaufmann, Standortleiter von Dynatrace
- Astrid Kause, Juniorprofessorin (Leuphana-Universität Lüneburg) und Psychologin
- Robert Klinglmair, Direktor des Instituts für Qualitätssicherung im österreichischen Schulwesen
- Sanja Korać, Universitätsprofessorin (Universität Speyer) und Wirtschaftswissenschaftlerin
- Claus Lachmann, HR Director, Lam Research Austria
- Olivia Ladinig, Generalsekretärin der Europäischen Vegetarier-Union
- Mario Lassnig, Data Manager (ATLAS), CERN
- Stefan Lederer, IT-Unternehmer, Bitmovin
- Heidemarie Lex-Nalis (1950–2018), Pionierin der Elementarpädagogik
- Walter Liebhart, IT-Unternehmer, ilogs
- Cvetka Lipuš (* 1966), Lyrikerin
- Markus Malle (* 1971), Klubobmann der Kärntner Volkspartei
- Roman Memmer, Head of Sales (DACH), Puma
- Solveig Menard-Galli, CFO, Wienerberger Clay Building Materials Europe
- Elgrid Messner, Rektorin a. D. der Pädagogischen Hochschule Steiermark
- Judith Michael, Universitätsprofessorin (Universität Regensburg) und Informatikerin
- Claudia Mischensky, Vize-Generalsekretärin der Industriellenvereinigung
- Carmen Morawetz, Universitätsprofessorin (Universität Innsbruck) und Neurowissenschaftlerin
- Christopher Müller, IT-Unternehmer, Bitmovin
- Petra Oberrauner (* 1965), Nationalratsabgeordnete
- Hubert Patterer (* 1962), Chefredakteur der Kleinen Zeitung
- Ute Pichler, ORF-Moderatorin
- Stefan Piëch, CEO, Your Family Entertainment
- Hubert Pirker (* 1948), EU-Abgeordneter
- Stefan Rass, Universitätsprofessor (Universität Linz) und Informatiker
- Lisa Rettl (* 1972), Historikerin
- Dirk Rupnow (* 1972), Universitätsprofessor (Universität Innsbruck) und Historiker
- Sonja Sagmeister, ORF-Auslandskorrespondentin
- Markus Salcher (* 1991), Behindertensportler
- Iris Saliterer, Universitätsprofessorin (Universität Freiburg) und Wirtschaftswissenschaftlerin
- Sara Schaar (* 1985), Kärntner Landesrätin
- Robert Schabus (* 1971), Regisseur
- Elisabeth Scheucher-Pichler (* 1954), Nationalratsabgeordnete a. D.
- Reinhard Schlemmer, Vorstandsmitglied, Vinci Energies S.A.
- Patrik Schumacher (* 1961), Architekt
- Gerti Senger (* 1942), Psychotherapeutin und Autorin
- Uwe Sommersguter, stv. Chefredakteur der Kleinen Zeitung
- Renata Sotirov, Universitätsprofessorin (Universität Tilburg) und Mathematikerin
- Isabella Straub (* 1968), Schriftstellerin
- Matthias Strolz (* 1973), Gründungsvorsitzender der NEOS
- Erlfried Taurer, Vorstandsmitglied, Constantia Industries
- Kurt Traer (* 1976), Nationaltrainer und Sportdirektor des Österreichischen Ruderverbandes
- Melitta Trunk (* 1955), Nationalratsabgeordnete a. D.
- Sabine Urnik, Universitätsprofessorin (Universität Salzburg) und Steuerrechtsexpertin
- Manfred Wilhelmer, Vorstandsdirektor, Raiffeisenlandesbank Kärnten
- Herwig Winkler, Universitätsprofessor (Brandenburgische TU) und Wirtschaftswissenschaftler
- Wolfgang Wrumnig, CFO, Siemens Österreich
- Markus Zanker, Universitätsprofessor (Freie Universität Bozen) und Wirtschaftsinformatiker
- Christiana Zenkl, Head of HR, Infineon Austria

### Ehrendoktoren
- Hans Albert (2007)
- Manfred Bockelmann (2013)
- Joseph Buttinger (1977)
- Karl Corino (2014)
- Peter Eichhorn (2003)
- Helmut Engelbrecht (1998)
- Hertha Firnberg (1980)
- Adolf Frisé (1982)
- Gerda Fröhlich (1995)
- Manfred Max Gehring (1992)
- Ernst von Glasersfeld (1997)
- Georg Gottlob (2016)
- Michael Guttenbrunner (1994)
- Maja Haderlap (2012)
- Peter Handke (2002)
- Johannes Huber (2017)
- Adolf Holl (2000)
- Sigmund Kripp (1998)
- Rae Langton (2020)
- Maria Lassnig (1999 / 2013)[54]
- Florjan Lipuš (2022)
- Claudio Magris (1995)
- Käte Meyer-Drawe (2022)
- Ewald Nowotny (2008)
- Valentin Oman (1995)
- Paul Parin (1995)
- Wolfgang Petritsch (2013)
- Theodor Piffl-Perčević (1977)
- Janko Pleterski (2005)
- Wolfgang Puschnig (2004)
- Josef Rattner (2006)
- Siegfried J. Schmidt (2004)
- Carola-Bibiane Schönlieb (2022)
- Franz Schuh (2022)
- Klaus Tschira (1995)
- Peter Turrini (2010)
- Oswald Wiener (1995)
- Horst Wildemann (2003)
- Josef Winkler (2009)

### Bekannte Dozenten
- David B. Audretsch, US-amerikanischer Wirtschaftswissenschaftler (Professor)
- Marina Fischer-Kowalski, österreichische Sozialökologin (ehemalige Professorin)
- Barbara Kaltenbacher, österreichische Mathematikerin und wirkliches Mitglied (w. M.) der ÖAW (Professorin)
- Matthias Karmasin, österreichischer Kommunikationswissenschaftler und w. M. der ÖAW (Professor)
- Karsten Krampitz, deutscher Historiker (Lehrbeauftragter)
- Philipp A. E. Mayring, deutscher Psychologe und Sozialwissenschaftler (ehemaliger Professor)
- Gerhard Neweklowsky, österreichischer Slawist und w. M. der ÖAW (ehemaliger Professor)
- Elisabeth Oswald, österreichische Mathematikerin und ERC-Preisträgerin (Professorin)
- Robert Rebhahn, österreichischer Jurist (ehemaliger Professor und Vorsitzender des Universitätsrats)
- Helmut Rumpler, österreichischer Historiker und w. M. der ÖAW (ehemaliger Professor)
- Reinhard Stauber, deutscher Historiker und Präsident der Historischen Kommission bei der Bayerischen Akademie der Wissenschaften (Professor)
- Oliver Vitouch, österreichischer Kognitionswissenschaftler und ehemaliger Präsident der Universitätenkonferenz (Professor)
- Verena Winiwarter, österreichische Umwelthistorikerin, Wissenschafterin des Jahres und w. M. der ÖAW (ehemalige Professorin)
- Peter V. Zima, österreichischer Literaturwissenschaftler (ehemaliger Professor)